# Templo del Verbo Encarnado, Romita (Ciudad de México)
El Templo del Verbo Encarnado es un edificio religioso en el barrio de Romita, en la Ciudad de México.

## Ubicación
Se ubica en el pueblo originario de Romita, dentro de la Ciudad de México, hoy parte de la Colonia Roma, cerca del Eje 1 Poniente y la Colonia de los Doctores.

## Historia
Solía ser un barrio prehispánico (calpulli) al suroeste de México antes de la conquista, en una península que, según el mapa de Carrera Stampa, recibía el nombre de Atzacoalco y estaba en el campan de Moyotlan. Después de la conquista se convirtió en uno de tantos barrios de indios cercanos a la ciudad, sin formar parte de ella. La iglesia data del siglo XVI. Toda la barriada queda dentro de la colonia Roma al construirse ésta a principios del siglo XX. En su origen tenía la advocación del Verbo Encarnado, pero actualmente está bajo la advocación de San Francisco Javier. 
El templo fue restaurado en el siglo XX, y muchos agregados de éste datan de aquella época. El archivo parroquial ha sido enviado a la parroquia de la Sagrada Familia.

## Descripción
Es un templo pequeño, típico de los suburbios coloniales como San Jeronimito y la Concepción Ixnahualtongo, de una sola nave. Luce una capilla abierta en un balcón junto a su fachada, adornada sólo por la portada y una ventana del coro. El campanario es de un solo cuerpo. El interior ha sido modificado para adaptar un tipo de crucero a ambos lados del altar. Se conserva el techo de vigas de madera.